# Eugen Megerle von Mühlfeld

Eugen Megerle von Mühlfeld, Lithographie von Adolf Dauthage, 1851

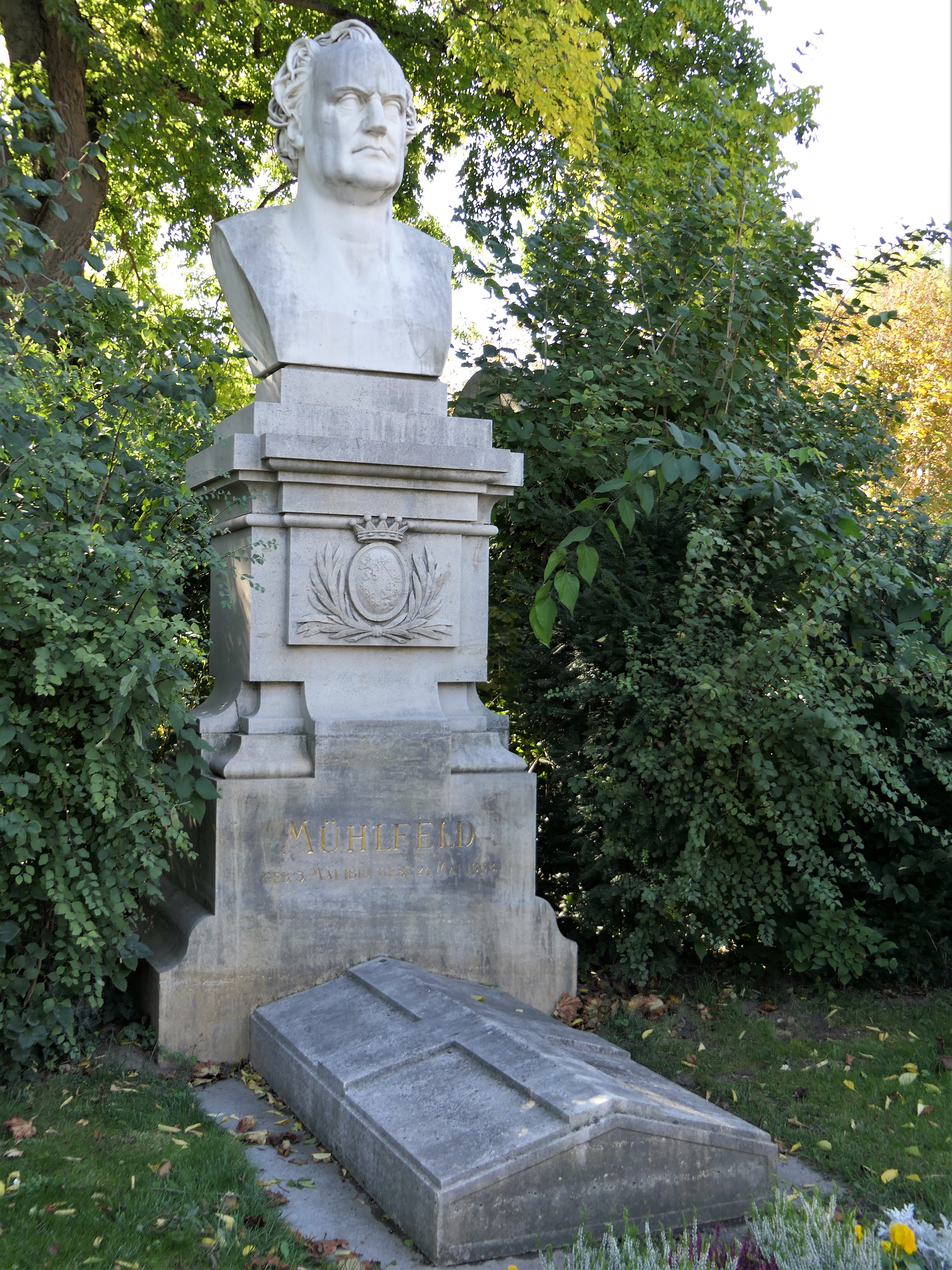
Grab von Eugen Megerle von Mühlfeld

Eugen Alexander Megerle Edler von Mühlfeld (* 3. Mai 1810 in Wien; † 24. Mai 1868 in Hietzing) war ein österreichischer Rechtsanwalt und liberaler Politiker. Er war 1848/49 Mitglied der Frankfurter Nationalversammlung und von 1861 bis zu seinem Tod Abgeordneter zum österreichischen Reichsrat.

## Leben
Eugen Megerle von Mühlfeld war laut Taufbuch der Dompfarre St. Stephan in Wien ein ehelicher Sohn des k.k. Hof- und Generalamts-Tax-Offiziers Johann Georg Megerle von Mühlfeld und dessen Frau Katharina, geborene Paschka. Laut Anton von Schallhammer wurde er jedoch von der Familie Megerle von Mühlfeld adoptiert, diese Angabe findet sich auch in der Kurzbiographie beim österreichischen Parlament. Den Zeitgenossen galt Eugen von Mühlfeld aufgrund seiner äußerlichen Ähnlichkeit zum Kaiser der Franzosen gerüchtehalber als unehelicher Sohn von Napoleon Bonaparte mit dessen Wiener Geliebten Emilie Victoria Kraus. Dies trug ihm den Beinamen „Napoléonide“ ein.
Nach Besuch des Wiener Schottengymnasiums absolvierte Mühlfeld die Philosophischen Jahrgänge und studierte dann Rechtswissenschaft an der Universität Wien. Dort erwarb er zwei Doktorate (1831 an der philosophischen und 1837 an der juristischen Fakultät). Nach Jahren als Konzipient an der Hofkammerprokuratur wurde er 1840 als Advokat in Wien zugelassen. Mühlfeld wurde zu einem der erfolgreichsten und angesehensten Rechtsanwälte Wiens. 
Während der Märzrevolution 1848 war er Abgeordneter des 1. Wahlkreises Österreich unter der Enns (Wien-Innere Stadt) in der Frankfurter Nationalversammlung, wo er der Fraktion Café Milani / Pariser Hof angehörte. Nach dem Rücktritt von Franz Zöpfls wurde Mühlfeld im Februar 1849 als Vertreter des 3. Wahlbezirks Wiener Vorstädte (Erdberg) in den österreichischen Reichstag gewählt, trat das Mandat angesichts der Auflösung des Parlaments aber nicht mehr an. In der Zeit des Neoabsolutismus war er von 1850 bis 1855 Präsident der Wiener Advokatenkammer. 
Als durch das Februarpatent wieder Volksvertretungen eingeführt wurden, wurde Mühlfeld 1861 in den Landtag von Niederösterreich und als Abgeordneter der Stadt Wien in das Abgeordnetenhaus des österreichischen Reichsrates gewählt. Dort war der Deutschliberale Klubobmann der Großösterreichischen Partei. Ab 1863 gehörte er dem Klub der Linken bzw. 1864–65 der Liberalen Linken an. Mühlfeld setzte sich für die Abschaffung der Todesstrafe und für die Schwurgerichtsbarkeit ein.
Auf seine Initiative gehen die Maigesetze (1868) zurück; sie schwächten Bestimmungen des Konkordats vom 18. August 1855 ab.
Mühlfeld heiratete 1836 Anna Amalia von Codelli (oder Cotteli), mit der er einen Sohn bekam. Seit seiner Zeit als Abgeordneter in Frankfurt 1848 führte er einen zweiten Haushalt mit seiner Geliebten Johanna von der Goog, mit der er drei Kinder hatte. Aufgrund der Unterhaltspflichten für diese beiden Familien war Mühlfeld trotz seines beruflichen Erfolgs und seiner hohen gesellschaftlichen Stellung häufig in Geldnöten.

## Ehrungen
Seit 1872 erinnert die Mühlfeldgasse im 2. Wiener Gemeindebezirk Leopoldstadt an Eugen Megerle von Mühlfeld und den Naturforscher Karl Megerle von Mühlfeld (1765–1840).
Er ist bestattet in einem Ehrengrab auf dem Wiener Zentralfriedhof (Gruppe 32A, Nummer 2).